# Cyclisme aux Jeux du Commonwealth
Le cyclisme est l'un des sports présents aux Jeux du Commonwealth. Il fait partie du programme depuis la deuxième édition en 1934.

## Éditions
| Jeux  | Année | Ville hôte                      | Pays hôte        | Meilleure nation  |
| ----- | ----- | ------------------------------- | ---------------- | ----------------- |
| II    | 1934  | Londres                         | Angleterre       | Australie, Canada |
| III   | 1938  | Sydney, Nouvelle-Galles du Sud  | Australie        | Australie         |
| IV    | 1950  | Auckland                        | Nouvelle-Zélande | Australie         |
| V     | 1954  | Vancouver, Colombie-Britannique | Canada           | Angleterre        |
| VI    | 1958  | Cardiff                         | Pays de Galles   | Angleterre        |
| VII   | 1962  | Perth, Australie-Occidentale    | Australie        | Australie         |
| VIII  | 1966  | Kingston                        | Jamaïque         | Angleterre        |
| IX    | 1970  | Edinburgh                       | Écosse           | Australie         |
| X     | 1974  | Christchurch                    | Nouvelle-Zélande | Angleterre        |
| XI    | 1978  | Edmonton, Alberta               | Canada           | Australie         |
| XII   | 1982  | Brisbane, Queensland            | Australie        | Australie         |
| XIII  | 1986  | Edinburgh                       | Écosse           | Australie         |
| XIV   | 1990  | Auckland                        | Nouvelle-Zélande | Nouvelle-Zélande  |
| XV    | 1994  | Victoria, Colombie-Britannique  | Canada           | Australie         |
| XVI   | 1998  | Kuala Lumpur                    | Malaisie         | Australie         |
| XVII  | 2002  | Manchester                      | Angleterre       | Australie         |
| XVIII | 2006  | Melbourne, Victoria             | Australie        | Australie         |
| XIX   | 2010  | Delhi                           | Inde             | Australie         |
| XX    | 2014  | Glasgow                         | Écosse           | Australie         |
| XXI   | 2018  | Gold Coast, Queensland          | Australie        | Australie         |
| XXII  | 2022  | Birmingham et Londres           | Angleterre       | Nouvelle-Zélande  |
| XXIII | 2026  | Glasgow                         | Écosse           |                   |

## Compétitions

### Cyclisme sur piste
| Épreuve                           | 34 | 38 | 50 | 54 | 58 | 62 | 66 | 70 | 74 | 78 | 82 | 86 | 90 | 94 | 98 | 02 | 06 | 10 | 14 | 18 | 22 | 26 | Jeux |
| --------------------------------- | -- | -- | -- | -- | -- | -- | -- | -- | -- | -- | -- | -- | -- | -- | -- | -- | -- | -- | -- | -- | -- | -- | ---- |
| Programme actuel                  |    |    |    |    |    |    |    |    |    |    |    |    |    |    |    |    |    |    |    |    |    |    |      |
| Kilomètre hommes                  | X  | X  | X  | X  | X  | X  | X  | X  | X  | X  | X  | X  | X  | X  | X  | X  | X  | X  | X  | X  | X  | X  | 22   |
| Poursuite individuelle hommes     |    |    | X  | X  | X  | X  | X  | X  | X  | X  | X  | X  | X  | X  | X  | X  | X  | X  | X  | X  | X  | X  | 20   |
| Poursuite par équipes hommes      |    |    |    |    |    |    |    |    | X  | X  | X  | X  | X  | X  | X  | X  | X  | X  | X  | X  | X  | X  | 14   |
| Course aux points hommes          |    |    |    |    |    |    |    |    |    |    |    |    | X  | X  | X  | X  | X  | X  | X  | X  | X  | X  | 10   |
| Course scratch hommes             |    |    |    |    |    |    |    |    |    |    |    |    |    |    | X  | X  | X  | X  | X  | X  | X  | X  | 8    |
| Vitesse hommes                    |    |    |    |    |    |    |    |    |    |    |    |    |    |    | X  | X  | X  | X  | X  | X  | X  | X  | 8    |
| Vitesse par équipes hommes        |    |    |    |    |    |    |    |    |    |    |    |    |    |    |    | X  | X  | X  | X  | X  | X  | X  | 7    |
| Keirin hommes                     |    |    |    |    |    |    |    |    |    |    |    |    |    |    |    |    | X  | X  | X  | X  | X  | X  | 6    |
| Elimination hommes                |    |    |    |    |    |    |    |    |    |    |    |    |    |    |    |    |    |    |    |    |    | X  | 1    |
| Poursuite individuelle femmes     |    |    |    |    |    |    |    |    |    |    |    |    | X  | X  | X  | X  | X  | X  | X  | X  | X  | X  | 10   |
| Course aux points femmes          |    |    |    |    |    |    |    |    |    |    |    |    |    | X  | X  | X  | X  | X  | X  | X  | X  | X  | 9    |
| Vitesse femmes                    |    |    |    |    |    |    |    |    |    |    |    |    |    |    | X  | X  | X  | X  | X  | X  | X  | X  | 8    |
| Course scratch femmes             |    |    |    |    |    |    |    |    |    |    |    |    |    |    |    |    |    | X  | X  | X  | X  | X  | 5    |
| Vitesse par équipes femmes        |    |    |    |    |    |    |    |    |    |    |    |    |    |    |    |    |    | X  |    | X  | X  | X  | 4    |
| Keirin femmes                     |    |    |    |    |    |    |    |    |    |    |    |    |    |    |    |    |    |    |    | X  | X  | X  | 3    |
| Poursuite par équipes femmes      |    |    |    |    |    |    |    |    |    |    |    |    |    |    |    |    |    |    |    | X  | X  | X  | 3    |
| Elimination femmes                |    |    |    |    |    |    |    |    |    |    |    |    |    |    |    |    |    |    |    |    |    | X  | 1    |
| Kilomètre femmes                  |    |    |    |    |    |    |    |    |    |    |    |    |    |    |    |    |    |    |    |    |    | X  | 1    |
| Anciennes épreuves                |    |    |    |    |    |    |    |    |    |    |    |    |    |    |    |    |    |    |    |    |    |    |      |
| Vitesse sur 1000 mètres hommes    |    | X  | X  | X  | X  | X  | X  | X  | X  | X  | X  | X  | X  | X  |    |    |    |    |    |    |    |    | 13   |
| Course scratch de 10 miles hommes | X  | X  | X  | X  | X  | X  | X  | X  | X  | X  | X  | X  | X  | X  |    |    |    |    |    |    |    |    | 14   |
| Tandem hommes                     |    |    |    |    |    |    |    | X  | X  | X  |    |    |    |    |    |    |    |    |    |    |    |    | 3    |
| Vitesse sur 1000 m femmes         |    |    |    |    |    |    |    |    |    |    |    |    | X  | X  |    |    |    |    |    |    |    |    | 2    |
| 500 mètres femmes                 |    |    |    |    |    |    |    |    |    |    |    |    |    |    |    | X  | X  | X  | X  | X  | X  |    | 6    |
| Épreuves                          | 2  | 3  | 4  | 4  | 4  | 4  | 4  | 5  | 6  | 6  | 5  | 5  | 8  | 9  | 9  | 11 | 12 | 14 | 13 | 16 | 16 | 18 |      |

### Cyclisme sur route
| Épreuve                             | 38 | 50 | 54 | 58 | 62 | 66 | 70 | 74 | 78 | 82 | 86 | 90 | 94 | 98 | 02 | 06 | 10 | 14 | 18 | 22 | 26 | Jeux |
| ----------------------------------- | -- | -- | -- | -- | -- | -- | -- | -- | -- | -- | -- | -- | -- | -- | -- | -- | -- | -- | -- | -- | -- | ---- |
| Programme actuel                    |    |    |    |    |    |    |    |    |    |    |    |    |    |    |    |    |    |    |    |    |    |      |
| Contre-la-montre hommes             |    |    |    |    |    |    |    |    |    |    |    |    |    | X  | X  | X  | X  | X  | X  | X  |    | 7    |
| Course sur route hommes             | X  | X  | X  | X  | X  | X  | X  | X  | X  | X  | X  | X  | X  | X  | X  | X  | X  | X  | X  | X  |    | 20   |
| Contre-la-montre femmes             |    |    |    |    |    |    |    |    |    |    |    |    |    | X  | X  | X  | X  | X  | X  | X  |    | 7    |
| Course sur route femmes             |    |    |    |    |    |    |    |    |    |    |    | X  | X  | X  | X  | X  | X  | X  | X  | X  |    | 9    |
| Anciennes épreuves                  |    |    |    |    |    |    |    |    |    |    |    |    |    |    |    |    |    |    |    |    |    |      |
| Contre-la-montre par équipes hommes |    |    |    |    |    |    |    |    |    | X  | X  | X  | X  |    |    |    |    |    |    |    |    | 4    |
| Contre-la-montre par équipes femmes |    |    |    |    |    |    |    |    |    |    |    |    | X  |    |    |    |    |    |    |    |    | 1    |
| Épreuves                            | 1  | 1  | 1  | 1  | 1  | 1  | 1  | 1  | 1  | 2  | 2  | 3  | 4  | 4  | 4  | 4  | 4  | 4  | 4  | 4  | 0  |      |

### VTT
| Épreuve              | 02 | 06 | 14 | 18 | 22 | 26 | Jeux |
| -------------------- | -- | -- | -- | -- | -- | -- | ---- |
| Programme actuel     |    |    |    |    |    |    |      |
| Cross-country hommes | X  | X  | X  | X  | X  |    | 5    |
| Cross-country femmes | X  | X  | X  | X  | X  |    | 5    |
| Épreuve              | 2  | 2  | 2  | 2  | 2  | 0  |      |

### Paracyclisme sur piste
| Épreuve                      | 14 | 18 | 22 | 26 | Jeux |
| ---------------------------- | -- | -- | -- | -- | ---- |
| Programme actuel             |    |    |    |    |      |
| Vitesse en tandem B hommes   | X  | X  | X  | X  | 4    |
| Kilomètre en tandem B hommes | X  | X  | X  | X  | 4    |
| Poursuite C1-3 hommes        |    |    |    | X  | 1    |
| Kilomètre C1-3 hommes        |    |    |    | X  | 1    |
| Vitesse en tandem B femmes   | X  | X  | X  | X  | 4    |
| Kilomètre en tandem B femmes | X  | X  | X  | X  | 4    |
| Poursuite C4-5 femmes        |    |    |    | X  | 1    |
| Kilomètre C4-5 femmes        |    |    |    | X  | 1    |
| Épreuves                     | 4  | 4  | 4  | 8  |      |

## Résultats masculins

### Cyclisme sur route

#### Course en ligne
| Édition | Or                      | Argent                | Bronze                   |
| ------- | ----------------------- | --------------------- | ------------------------ |
| 1938    | Hennie Binneman (RSA)   | John Brown (NZL)      | Ray Jones (ENG)          |
| 1950    | Hector Sutherland (AUS) | Nick Carter (NZL)     | Jack Fowler (AUS)        |
| 1954    | Eric Thompson (ENG)     | John Baird (NZL)      | Bernard Pusey (ENG)      |
| 1958    | Ray Booty (ENG)         | Frank Brazier (AUS)   | Stuart Slack             |
| 1962    | Wes Mason (ENG)         | Anthony Walsh (NZL)   | Laurie Byers (NZL)       |
| 1966    | Peter Buckley           | Des Thomson           | Laurie Byers             |
| 1970    | Bruce Biddle (NZL)      | Ray Bilney (AUS)      | John Trevorrow (AUS)     |
| 1974    | Clyde Sefton            | Phil Griffiths        | Remo Sansonetti          |
| 1978    | Phil Anderson (AUS)     | Pierre Harvey (CAN)   | Garry Bell (NZL)         |
| 1982    | Malcolm Elliott (ENG)   | Steve Bauer (CAN)     | Roger Sumich (NZL)       |
| 1986    | Paul Curran (ENG)       | Brian Fowler (NZL)    | Jeff Leslie (AUS)        |
| 1990    | Graeme Miller (NZL)     | Brian Fowler (NZL)    | Scott Goguen (CAN)       |
| 1994    | Mark Rendell (NZL)      | Brian Fowler (NZL)    | Willem Engelbrecht (RSA) |
| 1998    | Jay Sweet (AUS)         | Rosli Effandy (MAS)   | Eric Wohlberg (CAN)      |
| 2002    | Stuart O'Grady (AUS)    | Cadel Evans (AUS)     | Baden Cooke (AUS)        |
| 2006    | Mathew Hayman (AUS)     | David George (RSA)    | Allan Davis (AUS)        |
| 2010    | Allan Davis (AUS)       | Hayden Roulston (NZL) | David Millar (SCO)       |
| 2014    | Geraint Thomas          | Jack Bauer            | Scott Thwaites           |
| 2018    | Steele Von Hoff         | Jon Mould             | Clint Hendricks          |
| 2022    | Aaron Gate              | Daryl Impey           | Finn Crockett            |

#### Contre-la-montre
| Édition | Or                   | Argent               | Bronze                |
| ------- | -------------------- | -------------------- | --------------------- |
| 1998    | Eric Wohlberg (CAN)  | Stuart O'Grady (AUS) | David George (RSA)    |
| 2002    | Cadel Evans (AUS)    | Michael Rogers (AUS) | Nathan O'Neill (AUS)  |
| 2006    | Nathan O'Neill (AUS) | Ben Day (AUS)        | Gordon McCauley (NZL) |
| 2010    | David Millar (SCO)   | Alex Dowsett (ENG)   | Luke Durbridge (AUS)  |
| 2014    | Alex Dowsett         | Rohan Dennis         | Geraint Thomas        |
| 2018    | Cameron Meyer        | Harry Tanfield       | Hamish Bond           |
| 2022    | Rohan Dennis         | Fred Wright          | Geraint Thomas        |

#### Contre-la-montre par équipes
| Édition | Or                                                                     | Argent                                                                      | Bronze                                                                 |
| ------- | ---------------------------------------------------------------------- | --------------------------------------------------------------------------- | ---------------------------------------------------------------------- |
| 1982    | Angleterre Joseph Waugh Malcolm Elliott Bob Downs Steve Lawrence       | Australie John Watters Remo Sansonetti Ricky Flood Michael Lynch            | Nouvelle-Zélande Blair Stockwell Jack Swart Stephen Carton Stephen Cox |
| 1986    | Angleterre Alan Gornall Deno Davie Keith Reynolds Paul Curran          | Nouvelle-Zélande Blair Cox Graeme Miller Gregory Fraine Paul Leitch         | Irlande du Nord Alastair Irvine Cormac McCann Joseph Barr Martin Quinn |
| 1990    | Nouvelle-Zélande Brian Fowler Gavin Stevens Graeme Miller Ian Richards | Canada Christopher Koberstein David Spears Peter Verhesen Sean Way          | Angleterre Chris Boardman Peter Longbottom Ben Luckwell Wayne Randle   |
| 1994    | Australie Phil Anderson Brett Dennis Henk Vogels Damian McDonald       | Angleterre Peter Longbottom Matt Illingworth Simon Lillistone Paul Jennings | Nouvelle-Zélande Brian Fowler Paul Leitch Tim Pawson Mark Rendell      |

### Cyclisme sur piste

#### Kilomètre
| Édition | Or                                  | Argent                      | Bronze                 |
| ------- | ----------------------------------- | --------------------------- | ---------------------- |
| 1934    | Dunc Gray (AUS)                     | Bob McLeod (CAN)            | Ted Clayton (RSA)      |
| 1938    | Bob Porter (AUS)                    | Tasman Johnson (AUS)        | Ernest Mills (ENG)     |
| 1950    | Russell Mockridge (AUS)             | Sid Patterson (AUS)         | Tommy Godwin (ENG)     |
| 1954    | Dick Ploog (AUS) Alfred Swift (RSA) |                             | Keith Harrison (ENG)   |
| 1958    | Neville Tong (ENG)                  | Warren Scarfe (AUS)         | Warwick Dalton (NZL)   |
| 1962    | Peter Bartels (AUS)                 | Ian Chapman (AUS)           | Roger Whitfield (ENG)  |
| 1966    | Roger Gibbon                        | Phillip Watts Bristow-Stagg | Richard Hine           |
| 1970    | Harry Kent (NZL)                    | Leslie King (TRI)           | Jocelyn Lovell (CAN)   |
| 1974    | Richard Paris                       | John Nicholson              | Ian Hallam             |
| 1978    | Jocelyn Lovell (CAN)                | Kenrick Tucker (AUS)        | Gordon Singleton (CAN) |
| 1982    | Craig Adair (NZL)                   | Chris Wilson (AUS)          | Terrence Tinsley (ENG) |
| 1986    | Martin Vinnicombe (AUS)             | Gary Anderson (NZL)         | Max Rainsford (AUS)    |
| 1990    | Martin Vinnicombe (AUS)             | Gary Anderson (NZL)         | Jon Andrews (NZL)      |
| 1994    | Shane Kelly (AUS)                   | Darryn Hill (AUS)           | Tim O'Shannessey (AUS) |
| 1998    | Shane Kelly (AUS)                   | Jason Queally (ENG)         | Joshua Kersten (AUS)   |
| 2002    | Chris Hoy (SCO)                     | Jason Queally (ENG)         | Jamie Staff (ENG)      |
| 2006    | Ben Kersten (AUS)                   | Jason Queally (ENG)         | Chris Hoy (SCO)        |
| 2010    | Scott Sunderland (AUS)              | Mohd Rizal Tisin (MAS)      | Edward Dawkins (NZL)   |
| 2014    | Scott Sunderland                    | Simon van Velthooven        | Matthew Archibald      |
| 2018    | Matthew Glaetzer                    | Edward Dawkins              | Callum Skinner         |
| 2022    | Matthew Glaetzer                    | Thomas Cornish              | Nicholas Paul          |

#### Keirin
| Édition | Or                | Argent              | Bronze                       |
| ------- | ----------------- | ------------------- | ---------------------------- |
| 2006    | Ryan Bayley (AUS) | Travis Smith (CAN)  | Ross Edgar (SCO)             |
| 2010    | Josiah Ng (MAS)   | David Daniell (ENG) | Simon Van Velthooven (NZL)   |
| 2014    | Matthew Glaetzer  | Sam Webster         | Azizulhasni Awang            |
| 2018    | Matthew Glaetzer  | Lewis Oliva         | Edward Dawkins               |
| 2022    | Nicholas Paul     | Jack Carlin         | Muhammad Shah Firdaus Sahrom |

#### Vitesse individuelle
| Édition | Or                      | Argent                   | Bronze                |
| ------- | ----------------------- | ------------------------ | --------------------- |
| 1934    | Ernest Higgins (ENG)    | Horace Pethybridge (AUS) | Ted Clayton (RSA)     |
| 1938    | Dunc Gray (AUS)         | Bob Porter (AUS)         | George Giles (NZL)    |
| 1950    | Russell Mockridge (AUS) | Sid Patterson (AUS)      | Graham Avery (NZL)    |
| 1954    | Cyril Peacock (ENG)     | non-attribuée            | Tom Shardelow (RSA)   |
| 1958    | Dick Ploog (AUS)        | Karl Barton (ENG)        | Lloyd Binch (ENG)     |
| 1962    | Tom Harrison (AUS)      | Karl Barton (ENG)        | Ian Browne (AUS)      |
| 1966    | Roger Gibbon            | Fred Booker              | Daryl Perkins         |
| 1970    | John Nicholson (AUS)    | Gordon Johnson (AUS)     | Leslie King (TRI)     |
| 1974    | John Nicholson          | Xavier Mirander          | Ian Atherly           |
| 1978    | Kenrick Tucker (AUS)    | Trevor Gadd (ENG)        | David Weller (JAM)    |
| 1982    | Kenrick Tucker (AUS)    | Mike McRedmond (NZL)     | Murray Steele (NZL)   |
| 1986    | Gary Neiwand (AUS)      | Alex Ongaro (CAN)        | Eddie Alexander (SCO) |
| 1990    | Gary Neiwand (AUS)      | Curt Harnett (CAN)       | Jon Andrews (NZL)     |
| 1994    | Gary Neiwand (AUS)      | Curt Harnett (CAN)       | Darryn Hill (AUS)     |
| 1998    | Darryn Hill (AUS)       | Sean Eadie (AUS)         | Barry Forde (BAR)     |
| 2002    | Ryan Bayley (AUS)       | Sean Eadie (AUS)         | Jobie Dajka (AUS)     |
| 2006    | Ryan Bayley (AUS)       | Ross Edgar (SCO)         | Travis Smith (CAN)    |
| 2010    | Shane Perkins (AUS)     | Scott Sunderland (AUS)   | Sam Webster (NZL)     |
| 2014    | Sam Webster             | Jason Kenny              | Edward Dawkins        |
| 2018    | Sam Webster             | Jack Carlin              | Jacob Schmid          |
| 2022    | Matthew Richardson      | Nicholas Paul            | Jack Carlin           |

#### Vitesse par équipes
| Édition | Or                                                          | Argent                                                     | Bronze                                                                |
| ------- | ----------------------------------------------------------- | ---------------------------------------------------------- | --------------------------------------------------------------------- |
| 2002    | Australie Jobie Dajka Sean Eadie Ryan Bayley                | Angleterre Jamie Staff Jason Queally Andy Slater           | Écosse Chris Hoy Craig MacLean Ross Edgar                             |
| 2006    | Écosse Ross Edgar Chris Hoy Craig MacLean                   | Angleterre Matthew Crampton Jason Queally Jamie Staff      | Australie Ryan Bayley Shane Kelly Shane Perkins                       |
| 2010    | Australie Daniel Ellis Jason Niblett Scott Sunderland       | Nouvelle-Zélande Edward Dawkins Ethan Mitchell Sam Webster | Malaisie Azizulhasni Awang Josiah Ng Mohd Rizal Tisin                 |
| 2014    | Nouvelle-Zélande Edward Dawkins Ethan Mitchell Sam Webster  | Angleterre Philip Hindes Jason Kenny Kian Emadi            | Australie Matthew Glaetzer Nathan Hart Shane Perkins                  |
| 2018    | Nouvelle-Zélande Ethan Mitchell Sam Webster Edward Dawkins  | Angleterre Ryan Owens Joseph Truman Philip Hindes          | Australie Nathan Hart Jacob Schmid Patrick Constable Matthew Glaetzer |
| 2022    | Australie Leigh Hoffman Matthew Richardson Matthew Glaetzer | Angleterre Ryan Owens Hamish Turnbull Joseph Truman        | Nouvelle-Zélande Bradly Knipe Sam Dakin Sam Webster                   |

#### Poursuite individuelle
| Édition | Or                     | Argent                  | Bronze                 |
| ------- | ---------------------- | ----------------------- | ---------------------- |
| 1950    | Cyril Cartwright (ENG) | Russell Mockridge (AUS) | Les Lock (NZL)         |
| 1954    | Norman Sheil (ENG)     | Peter Brotherton (ENG)  | Robert Fowler (RSA)    |
| 1958    | Norman Sheil (ENG)     | Tom Simpson (ENG)       | Warwick Dalton (NZL)   |
| 1962    | Maxwell Langshaw (AUS) | Richard Hine (AUS)      | Harry Jackson (ENG)    |
| 1966    | Hugh Porter            | John Bylsma             | Richard Hine           |
| 1970    | Ian Hallam (ENG)       | Danny Clark (AUS)       | Blair Stockwell (NZL)  |
| 1974    | Ian Hallam             | Willi Moore             | Gary Sutton            |
| 1978    | Mike Richards (NZL)    | Gary Campbell (AUS)     | Anthony Doyle (ENG)    |
| 1982    | Michael Turtur (AUS)   | Shaun Wallace (ENG)     | Alex Stieda (CAN)      |
| 1986    | Dean Woods (AUS)       | Colin Sturgess (ENG)    | Gary Anderson (NZL)    |
| 1990    | Gary Anderson (NZL)    | Mark Kingsland (AUS)    | Darren Winter (AUS)    |
| 1994    | Bradley McGee (AUS)    | Shaun Wallace (ENG)     | Stuart O'Grady (AUS)   |
| 1998    | Bradley McGee (AUS)    | Luke Roberts (AUS)      | Matt Illingworth (ENG) |
| 2002    | Bradley McGee (AUS)    | Bradley Wiggins (ENG)   | Paul Manning (ENG)     |
| 2006    | Paul Manning (ENG)     | Rob Hayles (ENG)        | Steve Cummings (ENG)   |
| 2010    | Jack Bobridge (AUS)    | Jesse Sergent (NZL)     | Michael Hepburn (AUS)  |
| 2014    | Jack Bobridge          | Alexander Edmondson     | Marc Ryan              |
| 2018    | Charlie Tanfield       | John Archibald          | Dylan Kennett          |
| 2022    | Aaron Gate             | Tom Sexton              | Conor Leahy            |

#### Poursuite par équipes
| Édition | Or                                                                                 | Argent                                                                              | Bronze                                                                             |
| ------- | ---------------------------------------------------------------------------------- | ----------------------------------------------------------------------------------- | ---------------------------------------------------------------------------------- |
| 1974    | Angleterre Mick Bennett Rik Evans Ian Hallam Willi Moore                           | Australie Murray Hall Kevin Nichols Garry Reardon Gary Sutton                       | Nouvelle-Zélande Paul Brydon René Heyde Russell Nant Blair Stockwell               |
| 1978    | Australie Colin Fitzgerald Kevin Nichols Gary Sutton Shane Sutton                  | Nouvelle-Zélande Kevin Blackwell Anthony Cuff Neil Lyster Jack Swart                | Angleterre Anthony Doyle Paul Fennell Tony James Glen Mitchell                     |
| 1982    | Australie Gary West Kevin Nichols Michael Grenda Michael Turtur                    | Nouvelle-Zélande Brian Fowler Clem Captein Graeme Miller Murray Steele              | Angleterre Tony Mayer Darryl Webster Gary Sadler Paul Curran Shaun Wallace         |
| 1986    | Australie Glenn Clarke Brett Dutton Bill Hardy Wayne McCarney Dean Woods           | Nouvelle-Zélande Gary Anderson Russell Clune Stephen Swart Andrew Whitford          | Angleterre Chris Boardman Gary Coltman Rob Muzio Jon Walshaw Guy Rowland           |
| 1990    | Nouvelle-Zélande Gary Anderson Nigel Donnelly Glenn McLeay Stuart Williams         | Australie Brett Aitken Steve McGlede Shaun O'Brien Darren Winter                    | Angleterre Chris Boardman Simon Lillistone Bryan Steel Glen Sword                  |
| 1994    | Australie Brett Aitken Bradley McGee Stuart O'Grady Tim O'Shannessey               | Angleterre Anthony Doyle Rob Hayles Chris Newton Bryan Steel                        | Nouvelle-Zélande Brendon Cameron Julian Dean Glen Thomson Lee Vertongen            |
| 1998    | Australie Bradley McGee Brett Lancaster Luke Roberts Michael Rogers Timothy Lyons  | Angleterre Bradley Wiggins Colin Sturgess Jonny Clay Matt Illingworth Robert Hayles | Nouvelle-Zélande Brendon Cameron Greg Henderson Lee Vertongen Timothy Carswell     |
| 2002    | Australie Graeme Brown Luke Roberts Mark Renshaw Peter Dawson Stephen Wooldridge   | Angleterre Bradley Wiggins Bryan Steel Chris Newton Paul Manning Stephen Cummings   | Nouvelle-Zélande Greg Henderson Hayden Roulston Lee Vertongen Matthew Randall      |
| 2006    | Angleterre Steve Cummings Rob Hayles Paul Manning Chris Newton                     | Australie Ashley Hutchinson Matthew Goss Stephen Wooldridge Mark Jamieson           | Nouvelle-Zélande Hayden Godfrey Timothy Gudsell Marc Ryan Peter Latham Jason Allen |
| 2010    | Australie Jack Bobridge Michael Hepburn Cameron Meyer Dale Parker Michael Freiberg | Nouvelle-Zélande Sam Bewley Westley Gough Marc Ryan Jesse Sergent                   | Irlande du Nord Sean Downey Martyn Irvine Philip Lavery David McCann               |
| 2014    | Australie Jack Bobridge Luke Davison Alexander Edmondson Glenn O'Shea              | Angleterre Steven Burke Ed Clancy Andrew Tennant Bradley Wiggins                    | Nouvelle-Zélande Shane Archbold Pieter Bulling Marc Ryan Dylan Kennett             |
| 2018    | Australie Alexander Porter Sam Welsford Leigh Howard Kelland O'Brien Jordan Kerby  | Angleterre Oliver Wood Kian Emadi Charlie Tanfield Ethan Hayter                     | Canada Michael Foley Jay Lamoureux Derek Gee Aidan Caves Adam Jamieson             |
| 2022    | Nouvelle-Zélande Aaron Gate Jordan Kerby Tom Sexton Campbell Stewart               | Angleterre Dan Bigham Charlie Tanfield Ethan Vernon Oliver Wood                     | Australie Josh Duffy Graeme Frislie Conor Leahy Lucas Plapp James Moriarty         |

#### Course aux points
| Édition | Or                   | Argent                | Bronze                |
| ------- | -------------------- | --------------------- | --------------------- |
| 1990    | Robert Burns (AUS)   | Craig Connell (NZL)   | Alistair Irvine (NIR) |
| 1994    | Brett Aitken (AUS)   | Stuart O'Grady (AUS)  | Dean Woods (AUS)      |
| 1998    | Glen Thomson (NZL)   | Rob Hayles (ENG)      | Greg Henderson (NZL)  |
| 2002    | Greg Henderson (NZL) | Mark Renshaw (AUS)    | Chris Newton (ENG)    |
| 2006    | Sean Finning (AUS)   | Hayden Roulston (NZL) | Geraint Thomas (WAL)  |
| 2010    | Cameron Meyer (AUS)  | George Atkins (ENG)   | Mark Christian        |
| 2014    | Thomas Scully        | Peter Kennaugh        | Aaron Gate            |
| 2018    | Mark Stewart         | Campbell Stewart      | Ethan Hayter          |
| 2022    | Aaron Gate           | Campbell Stewart      | Oliver Wood           |

#### Scratch
| Édition | Or                     | Argent                  | Bronze                 |
| ------- | ---------------------- | ----------------------- | ---------------------- |
| 1934    | Bob McLeod (CAN)       | Ted Clayton (RSA)       | William Harvell (ENG)  |
| 1938    | William Maxfield (ENG) | Ray Hicks (ENG)         | Syd Rose (RSA)         |
| 1950    | Bill Heseltine (AUS)   | Les Lock (NZL)          | Ken Caves (AUS)        |
| 1954    | Lindsay Cocks (AUS)    | Keith Harrison (ENG)    | Don Skene (WAL)        |
| 1958    | Ian Browne (AUS)       | Warren Johnston (NZL)   | Don Skene (WAL)        |
| 1962    | Doug Adams (AUS)       | Warren Johnston (NZL)   | John Clarey (ENG)      |
| 1966    | Ian Alsop              | Hilton Clarke           | Trevor Bull            |
| 1970    | Jocelyn Lovell (CAN)   | Brian Temple (SCO)      | Vernon Stauble (TRI)   |
| 1974    | Steve Heffernan        | Murray Hall             | Ian Hallam             |
| 1978    | Jocelyn Lovell (CAN)   | Shane Sutton (AUS)      | Gary Sutton (AUS)      |
| 1982    | Kevin Nichols (AUS)    | Gary Hammond (AUS)      | Michael Turtur (AUS)   |
| 1986    | Wayne McCarney (AUS)   | Dean Woods (AUS)        | Gary Anderson (NZL)    |
| 1990    | Gary Anderson (NZL)    | Shaun O'Brien (AUS)     | Steve McGlede (AUS)    |
| 1994    | Stuart O'Grady (AUS)   | Glenn McLeay (NZL)      | Brian Walton (CAN)     |
| 1998    | Michael Rogers (AUS)   | Shaun Wallace (ENG)     | Timothy Barswell (NZL) |
| 2002    | Graeme Brown (AUS)     | Huw Pritchard (WAL)     | Tony Gibb (ENG)        |
| 2006    | Mark Cavendish (IMN)   | Ashley Hutchinson (AUS) | James McCallum (SCO)   |
| 2010    | Cameron Meyer (AUS)    | Michael Freiberg (AUS)  | Zachary Bell (CAN)     |
| 2014    | Shane Archbold         | Glenn O'Shea            | Rémi Pelletier-Roy     |
| 2018    | Sam Welsford           | Campbell Stewart        | Christopher Latham     |
| 2022    | Corbin Strong          | John Archibald          | William Roberts        |

#### Tandem
| Édition | Or                                         | Argent                               | Bronze                                        |
| ------- | ------------------------------------------ | ------------------------------------ | --------------------------------------------- |
| 1970    | Australie Gordon Johnson Ron Jonker        | Canada Jocelyn Lovell Barry Harvey   | Pays de Galles John Hatfield John Beswick     |
| 1974    | Angleterre Geoffrey Cooke Ernest Crutchlow | Australie John Rush Danny O'Neil     | Nouvelle-Zélande Paul Medhurst Philip Harland |
| 1978    | Canada Jocelyn Lovell Gordon Singleton     | Angleterre Trevor Gadd David Le Grys | Australie Ron Boyle Stephen Goodall           |

### VTT
| Édition | Or                 | Argent                | Bronze               |
| ------- | ------------------ | --------------------- | -------------------- |
| 2002    | Roland Green (CAN) | Seamus McGrath (CAN)  | Liam Killeen (ENG)   |
| 2006    | Liam Killeen (ENG) | Oli Beckingsale (ENG) | Seamus McGrath (CAN) |
| 2014    | Anton Cooper       | Samuel Gaze           | Daniel McConnell     |
| 2018    | Samuel Gaze        | Anton Cooper          | Alan Hatherly        |
| 2022    | Samuel Gaze        | Ben Oliver            | Alex Miller          |

## Résultats féminins

### Cyclisme sur route

#### Course en ligne
| Édition | Or                     | Argent                  | Bronze                 |
| ------- | ---------------------- | ----------------------- | ---------------------- |
| 1990    | Kathryn Watt (AUS)     | Lisa Brambani (ENG)     | Kathleen Shannon (AUS) |
| 1994    | Kathy Watt (AUS)       | Linda Jackson (CAN)     | Alison Sydor (CAN)     |
| 1998    | Lyne Bessette (CAN)    | Susy Pryde (NZL)        | Anna Wilson (AUS)      |
| 2002    | Nicole Cooke (WAL)     | Sue Palmer-Komar (CAN)  | Rachel Heal (ENG)      |
| 2006    | Natalie Bates (AUS)    | Oenone Wood (AUS)       | Nicole Cooke (WAL)     |
| 2010    | Rochelle Gilmore (AUS) | Lizzie Armitstead (ENG) | Chloe Hosking (AUS)    |
| 2014    | Elizabeth Armitstead   | Emma Pooley             | Ashleigh Moolman       |
| 2018    | Chloe Hosking          | Georgia Williams        | Danielle Rowe          |
| 2022    | Georgia Baker          | Neah Evans              | Sarah Roy              |

#### Contre-la-montre
| Édition | Or                 | Argent                | Bronze              |
| ------- | ------------------ | --------------------- | ------------------- |
| 1998    | Anna Wilson (AUS)  | Linda Jackson (CAN)   | Kathy Watt (AUS)    |
| 2002    | Clara Hughes (CAN) | Anna Millward (AUS)   | Lyne Bessette (CAN) |
| 2006    | Oenone Wood (AUS)  | Kathy Watt (AUS)      | Sara Carrigan (AUS) |
| 2010    | Tara Whitten (CAN) | Linda Villumsen (NZL) | Julia Shaw (ENG)    |
| 2014    | Linda Villumsen    | Emma Pooley           | Katrin Garfoot      |
| 2018    | Katrin Garfoot     | Linda Villumsen       | Hayley Simmonds     |
| 2022    | Grace Brown        | Anna Henderson        | Georgia Williams    |

#### Contre-la-montre par équipes
| Édition | Or                                                                         | Argent                                                            | Bronze                                                                 |
| ------- | -------------------------------------------------------------------------- | ----------------------------------------------------------------- | ---------------------------------------------------------------------- |
| 1994    | Australie Catherine Reardon Kathy Watt Louise Nolan Rachel Marianne Victor | Canada Alison Sydor Anne Samplonius Clara Hughes Lesley Tomlinson | Angleterre Julia Freeman Maria Lawrence Maxine Johnson Yvonne McGregor |

### Cyclisme sur piste

#### 500 mètres
| Édition | Or                  | Argent                   | Bronze                 |
| ------- | ------------------- | ------------------------ | ---------------------- |
| 2002    | Kerrie Meares (AUS) | Julie Paulding (ENG)     | Lori-Ann Muenzer (CAN) |
| 2006    | Anna Meares (AUS)   | Victoria Pendleton (ENG) | Kerrie Meares (AUS)    |
| 2010    | Anna Meares (AUS)   | Kaarle McCulloch (AUS)   | Becky James (WAL)      |
| 2014    | Anna Meares         | Stephanie Morton         | Jessica Varnish        |
| 2018    | Kaarle McCulloch    | Stephanie Morton         | Emma Cumming           |
| 2022    | Kristina Clonan     | Kelsey Mitchell          | Sophie Capewell        |

#### Keirin
| Édition | Or               | Argent           | Bronze          |
| ------- | ---------------- | ---------------- | --------------- |
| 2018    | Stephanie Morton | Kaarle McCulloch | Natasha Hansen  |
| 2022    | Ellesse Andrews  | Sophie Capewell  | Kelsey Mitchell |

#### Vitesse individuelle
| Édition | Or                       | Argent                 | Bronze                 |
| ------- | ------------------------ | ---------------------- | ---------------------- |
| 1990    | Louise Jones (WAL)       | Julie Speight (AUS)    | Sue Golder (NZL)       |
| 1994    | Tanya Dubnicoff (CAN)    | Michelle Ferris (AUS)  | Donna Wynd (NZL)       |
| 1998    | Tanya Dubnicoff (CAN)    | Michelle Ferris (AUS)  | Lori-Ann Muenzer (CAN) |
| 2002    | Kerrie Meares (AUS)      | Lori-Ann Muenzer (CAN) | Anna Meares (AUS)      |
| 2006    | Victoria Pendleton (ENG) | Anna Meares (AUS)      | Kerrie Meares (AUS)    |
| 2010    | Anna Meares (AUS)        | Becky James (WAL)      | Emily Rosemond (AUS)   |
| 2014    | Stephanie Morton         | Anna Meares            | Jessica Varnish        |
| 2018    | Stephanie Morton         | Natasha Hansen         | Kaarle McCulloch       |
| 2022    | Ellesse Andrews          | Kelsey Mitchell        | Emma Finucane          |

#### Vitesse par équipes
| Édition | Or                                                         | Argent                                       | Bronze                                                  |
| ------- | ---------------------------------------------------------- | -------------------------------------------- | ------------------------------------------------------- |
| 2010    | Australie Anna Meares Kaarle McCulloch                     | Écosse Jenny Davis Charline Joiner           | Canada Monique Sullivan Tara Whitten                    |
| 2018    | Australie Kaarle McCulloch Stephanie Morton                | Nouvelle-Zélande Natasha Hansen Emma Cumming | Angleterre Lauren Bate Katy Marchant                    |
| 2022    | Nouvelle-Zélande Rebecca Petch Olivia King Ellesse Andrews | Canada Sarah Orban Kelsey Mitchell           | Pays de Galles Lowri Thomas Rhian Edmunds Emma Finucane |

#### Poursuite individuelle
| Édition | Or                   | Argent                  | Bronze                  |
| ------- | -------------------- | ----------------------- | ----------------------- |
| 1990    | Madonna Harris (NZL) | Kathy Watt (AUS)        | Kelly-Ann Way (CAN)     |
| 1994    | Kathy Watt (AUS)     | Sarah Ulmer (NZL)       | Jacqueline Nelson (NZL) |
| 1998    | Sarah Ulmer (NZL)    | Alayna Burns (AUS)      | Yvonne McGregor (ENG)   |
| 2002    | Sarah Ulmer (NZL)    | Katherine Bates (AUS)   | Alison Wright (AUS)     |
| 2006    | Katie Mactier (AUS)  | Katherine Bates (AUS)   | Emma Jones (ENG)        |
| 2010    | Alison Shanks (NZL)  | Wendy Houvenaghel (NIR) | Tara Whitten (CAN)      |
| 2014    | Joanna Rowsell       | Annette Edmondson       | Amy Cure                |
| 2018    | Katie Archibald      | Rebecca Wiasak          | Annette Edmondson       |
| 2022    | Bryony Botha         | Maeve Plouffe           | Neah Evans              |

#### Poursuite par équipes
| Édition | Or                                                                     | Argent                                                                         | Bronze                                                                         |
| ------- | ---------------------------------------------------------------------- | ------------------------------------------------------------------------------ | ------------------------------------------------------------------------------ |
| 2018    | Australie Alexandra Manly Annette Edmondson Ashlee Ankudinoff Amy Cure | Nouvelle-Zélande Kirstie James Rushlee Buchanan Racquel Sheath Bryony Botha    | Canada Allison Beveridge Annie Foreman-Mackey Ariane Bonhomme Stephanie Roorda |
| 2022    | Australie Georgia Baker Sophie Edwards Chloe Moran Maeve Plouffe       | Nouvelle-Zélande Ellesse Andrews Bryony Botha Michaela Drummond Emily Shearman | Angleterre Laura Kenny Josie Knight Maddie Leech Sophie Lewis                  |

#### Course aux points
| Édition | Or                    | Argent                  | Bronze              |
| ------- | --------------------- | ----------------------- | ------------------- |
| 1994    | Yvonne McGregor (ENG) | Jacqueline Nelson (NZL) | Sally Hodge (WAL)   |
| 1998    | Alayna Burns (AUS)    | Sarah Ulmer (NZL)       | Annie Gariepy (CAN) |
| 2002    | Katherine Bates (AUS) | Rochelle Gilmore (AUS)  | Clara Hughes (CAN)  |
| 2006    | Katherine Bates (AUS) | Rochelle Gilmore (AUS)  | Kate Cullen (SCO)   |
| 2010    | Megan Dunn (AUS)      | Lauren Ellis (NZL)      | Tara Whitten (CAN)  |
| 2014    | Laura Trott           | Elinor Barker           | Katie Archibald     |
| 2018    | Elinor Barker         | Katie Archibald         | Neah Evans          |
| 2022    | Georgia Baker         | Neah Evans              | Eluned King         |

#### Scratch
| Édition | Or                | Argent                   | Bronze              |
| ------- | ----------------- | ------------------------ | ------------------- |
| 2010    | Megan Dunn (AUS)  | Joanne Kiesanowski (NZL) | Anna Blyth (ENG)    |
| 2014    | Annette Edmondson | Amy Cure                 | Elinor Barker       |
| 2018    | Amy Cure          | Neah Evans               | Emily Kay           |
| 2022    | Laura Kenny       | Michaela Drummond        | Maggie Coles-Lyster |

### VTT
| Édition | Or                         | Argent              | Bronze             |
| ------- | -------------------------- | ------------------- | ------------------ |
| 2002    | Chrissy Redden (CAN)       | Susy Pryde (NZL)    | Mary Grigson (AUS) |
| 2006    | Marie-Hélène Prémont (CAN) | Rosara Joseph (NZL) | Kiara Bisaro (CAN) |
| 2014    | Catharine Pendrel          | Emily Batty         | Rebecca Henderson  |
| 2018    | Annie Last                 | Evie Richards       | Haley Smith        |
| 2022    | Evie Richards              | Zoe Cuthbert        | Candice Lill       |

## Tableau des médailles
Mis à jour après les Jeux du Commonwealth de 2022
| Rang  | Nation            | Or  | Argent | Bronze | Total |
| ----- | ----------------- | --- | ------ | ------ | ----- |
| 1     | Australie         | 119 | 73     | 56     | 248   |
| 2     | Angleterre        | 38  | 48     | 45     | 131   |
| 3     | Nouvelle-Zélande  | 35  | 50     | 43     | 128   |
| 4     | Canada            | 15  | 19     | 26     | 60    |
| 5     | Écosse            | 10  | 15     | 14     | 39    |
| 6     | Pays de Galles    | 5   | 8      | 15     | 28    |
| 7     | Trinité-et-Tobago | 3   | 2      | 4      | 9     |
| 8     | Afrique du Sud    | 2   | 3      | 11     | 16    |
| 9     | Île de Man        | 2   | 1      | 2      | 5     |
| 10    | Malaisie          | 1   | 2      | 3      | 6     |
| 11    | Irlande du Nord   | 0   | 1      | 3      | 4     |
| 12    | Jamaïque          | 0   | 1      | 1      | 2     |
| 13    | Barbade           | 0   | 0      | 1      | 1     |
| 13    | Namibie           | 0   | 0      | 1      | 1     |
| Total | Total             | 230 | 223    | 225    | 678   |